# John J. Thatamanil
John J. Thatamanil (* 1966 im Bundesstaat Kerala, Indien) ist ein indisch-US-amerikanischer anglikanischer Theologe, Priester, Religionswissenschaftler und Hochschullehrer. Er ist Diözesantheologe der Diözese Islands and Inlets (Diocese of British Columbia) in der Anglikanischen Kirche von Kanada.

## Leben
Thatamanil wurde im südindischen Bundesstaat Kerala in einer christlichen Familie geboren. Seine beiden Großväter, obwohl keine Geistlichen, waren intensiv in die lokalen kirchlichen Aktivitäten eingebunden. Sein Großvater väterlicherseits war ein Evangelist der Mar-Thoma-Kirche, einer indischen christlichen Kirche, die ihre Wurzeln auf den Apostel Thomas zurückführt. Auch seine Eltern engagieren sich für christliche Vorstellungen und Werte, die sie an John und seine Schwester Rachel weitergaben. Johns Eltern und später John und seine Schwester wanderten Mitte der 1970er Jahre nach Brooklyn aus. Zunächst ging Thatamanil an die Washington University in St. Louis in der Absicht, Informatik und Elektrotechnik zu studieren. Dort belegte er in seinem Wahlfach auch einen Kurs „Historical and Theological Introduction to the New Testament“  und so wechselte er sein Studium vom Ingenieurwesen zu einem Doppelstudium in Religionswissenschaft und Philosophie. Thatamanil absolvierte 1991 zunächst seinen MDiv an der Boston University School of Theology und promovierte (Ph.D.) in vergleichender Theologie an der Graduate Division of Religion and Theological Studies der Boston University im Jahre 2000.
Thatamanil stellte im Rahmen seiner Dissertation wissenschaftliche Untersuchungen zu dem evangelischen Theologen Paul Tillich an. Nach mehreren Jahren als Professor an der Vanderbilt Divinity School wurde Thatamanil im Jahre 2011 außerordentlicher Professor für Theologie und Weltreligionen am Union Theological Seminary.
Zusätzlich zu seinen persönlichen Kenntnissen des Hinduismus, der wichtigsten indigenen Religion Indiens, verfügt der Autor auch über profunde Kenntnisse des Buddhismus aus erster Hand. Sein Forschungsschwerpunkt liegt in Untersuchungen zu Theologien der religiösen Vielfalt und der vergleichenden Theologie mit besonderem Interesse an christlichen, hinduistischen und buddhistischen Traditionen.
Er ist ehemaliger Präsident der nordamerikanischen Paul-Tillich-Gesellschaft („North American Paul Tillich Society (NAPTS)“) und der erste Vorsitzende des Komitees für theologische Ausbildung der American Academy of Religion („Chair of the American Academy of Religion’s Theological Education Committe“).
Thatamanil ist seit dem Jahre 2018 mit Kate Newman, einer Kinder- und Familienkoordinatorin sowie Religionspädagogin an der Christ Church Cathedral verheiratet. Beide haben zwei Kinder Moses Dryden und Kate Fulton-John.

## Veröffentlichungen
- Nonduality and ecstasy. Sankara and Tillich on theological anthropology. Dissertationsschrift, Boston University, Boston 2000.
- The Immanent Divine: God, Creaton, and the Human Predicament. Fortress Press, 2006
- Circling the Elephant: A Comparative Theology of Religious Diversity. Fordham University Press, 2020, ISBN 978-0-8232-8773-4
- ‘True To and True For’: The Problem and Promise of Religious Truth for a Theology Without Walls. Journal of Ecumenical Studies 51 (4): 456. doi:10.1353/ecu.2016.0041
- Theology without Walls as the quest for interreligious wisdom. S. 53–64, In: Jerry L. Martin (Hrsg.): Theology Without Walls. The Transreligious Imperative.  Routledge, New York 2020, ISBN 978-0-429-00097-3, auf library.oapen.org
- Bibliografie[8]
- Integrating Vision: Comparative Theology as the Quest for Interreligious Wisdom. Critical Perspectives on Interreligious Education. Currents of Encounter Band 63, Brill, Leiden 2020 S. 100–124, DOI:10.1163/9789004420045_008
- Learning from (and Not Just about) Our Religious Neighbors: Comparative Theology and the Future of Nostra Aetate. In: Charles L. Cohen, Paul F. Knitter, Ulrich Rosenhagen (Hrsg.): The Future of Interreligious Dialogue: A Multireligious Conversation on Nostra Aetate. Orbis, Maryknoll, NY 2017, ISBN 978-1-62698-245-1, S. 289–301

- zusammen mit Laurel C. Schneider: God as Ground, Contingency, and Relation: Trinitarian Polydoxy and Religious Diversity. S. 238–257, In: Catherine Keller: Polydoxy: Theology of Multiplicity and Relation. Drew Transdisciplinary Theology Colloquium. Routledge, New York 2011,
- zusammen mit Jesudas M. Athyal: Metropolitan Chrysostom on mission in the market place. Christava Sahitya Samithy, Tiruvalla 2002, ISBN 81-7821-000-2